# Demoniac
Demoniac est un groupe néo-zélandais de heavy metal, originaire de Wellington, actif entre 1993 et 1999. Il est formé par le chanteur et bassiste Lindsay Dawson, le guitariste Sam Totman et le batteur Steve Francis. Ils déménagent ensuite à Londres, au Royaume-Uni. Trois des membres formeront ensuite DragonForce. Leur style musical plutôt inhabituel a souvent été qualifié de « blackened power metal ».

## Histoire
Le groupe commence à jouer du black metal, Dawson et Totman adoptant les noms de scène Behemoth et Heimdall, ainsi que les caractéristiques et le symbolisme du genre, comme le corpse paint. L'année suivante, le groupe est rejoint par The Magus aux claviers et par le batteur Mark Hamill du groupe de rock avant-gardiste Head Like a Hole. Cette formation produit le premier album du groupe, Prepare for War, après quoi Magus quitte Demoniac et est remplacé aux claviers par MC Magnus, qui serait le frère de The Magus.
L'album suivant de Demoniac est Stormblade (1996), qui présente un style de black metal légèrement plus mélodique et plus accrocheur, ainsi que des titres controversés comme Hatred is Purity et Niggerslut. Lors d'une interview avec Noisey en 2014, Totman explique ce qui semblait être un penchant white power et homophobe dans certaines des paroles de Demoniac sur des chansons comme celles-ci. Il répond qu'aucune des chansons n'était sérieuse et qu'elles avaient été écrites de manière ironique, et que les membres ne faisaient que « s'amuser ».
Après Stormblade, le groupe signe sur le label français Osmose Productions, et part en tournée dans toute l'Europe de l'Ouest sur le World Domination Tour avec Dark Tranquillity, Enslaved et plusieurs autres groupes. Dawson et Totman décident alors de rester en Angleterre, et Hamill quitte le groupe. Le groupe cesse ses activités en 1999.

## Discographie

### Démos
- 1993 : Rehearsal '93
- 1994 : The Birth of Diabolic Blood

### Albums studio
- 1994 : Prepare for War
- 1996 : Stormblade[4]
- 1999 : The Fire and the Wind[5]

### EP et singles
- 1994 : Moonblood (single)
- 1999 : Demons of the Night (EP)